# Ашкан Шокуфі
Ашкан Шокуфі (нар. 9 липня 1981) — колишній іранський тенісист.
Найвищу одиночну позицію світового рейтингу — 861 місце досяг 4 жовтня 2004, парну — 719 місце — 10 липня 2006 року.
Здобув 2 парні титули туру ITF.

## Фінали ф'ючерсів і челленджерів

### Парний розряд 3 (2–1)
| Легенда             |
| ------------------- |
| Челленджери 0 (0–0) |
| Ф'ючерс 3 (2–1)     |

| Результат | Ранг | Дата | Турнір           | Покриття | Партнер       | Суперники                       | Рахунок  |
| --------- | ---- | ---- | ---------------- | -------- | ------------- | ------------------------------- | -------- |
| Перемога  | 1.   | 1976 | Тегеран, Іран F2 | Ґрунт    | Ануша Шагголі | Акіль Хан Асім Шафік            | 6–4, 6–4 |
| Поразка   | 2.   | 1978 | Тегеран, Іран F3 | Ґрунт    | Ануша Шагголі | Філіпп Мюллнер Герберт Вільчніґ | 2–6, 4–6 |
| Перемога  | 3.   | 1971 | Тегеран, Іран F3 | Ґрунт    | Ануша Шагголі | Баштіан Кніттель Нільс Мушиоль  | 6–3, 6–4 |